# Betty Paoli
Barbara Elisabeth Glück, més coneguda pel pseudònim Betty Paoli (Viena, 30 de desembre de 1814 - Baden, 5 de juliol de 1894), va ser una escriptora, periodista, poetessa austríaca.

## Biografia
D'origen jueu, el seu pare, un metge, va morir quan era molt jove i la seva família va quedar a la ruïna, per la qual cosa es va veure empel·lida a treballar per viure. Per algun temps va ser mestra a la zona polonesa ocupada pels russos i, quan va tornar a Viena en 1843, va acompanyar a la princesa Marianne Schwarzenberg fins que es va morir el 1848. Els següents tres anys va fer un llarg viatge visitant París i Berlín, i el 1852 es va establir a Viena, on va freqüentar el saló o tertúlia de Josephine i Franciska Wertheimstein, freqüentat pels escriptors Ferdinand von Saar, Hugo von Hofmannsthal, el pianista Antón Rubinstein, el filòsof Franz Brentano i els metges Joseph Breuer, Sigmund Freud i Theodor Meynert. Va escriure periodisme, novel·la i lírica.
La poesia de Betty Paoli és amarga i malenconiosa; demostra una fèrtil imaginació i un gran poder descriptiu. Entre les seves obres destaquen Gedichte (1845), Pest, 1841 (2d ed. 1845); Nach dem Gewitter, ib. 1843 (2d ed. 1850); Die Welt und Mein Auge, ib. 1844; Romancer, ib. 1845; Neue Gedichte, ib. 1850; (2d ed. 1856); Lyrisches und Episches, ib. 1855; Wien's Gemäldegallerien, Viena, 1865; Neueste Gedichte, ib. 1870; Grillparzer und Seine Werke, Stuttgart, 1875.

## Obres
- Pest, 1841 (2d ed. 1845)
- Nach dem Gewitter, ib. 1843 (2d ed. 1850)(poesia)
- Die Welt und mein Auge (Novel·les), 1844
- Gedichte, 1845
- Romancer (poesia), 1845
- Neue Gedichte, 1850 (2d ed. 1856)
- Lyrisches und Episches, 1855
- Wien's Gemäldegallerien, Viena, 1865.
- Neueste Gedichte, 1870
- Grillparzer und Seine Werke, Stuttgart, 1875.